# Simon and Garfunkel's Greatest Hits
Simon and Garfunkel's Greatest Hits és el primer àlbum recopilatori del grup estatunidenc Simon & Garfunkel. Fou publicat el 14 de juny de 1972, dos anys després de la separació del duet. Consisteix en una barreja de gravacions originals d'estudi amb gravacions en directe que mai s'havien pogut escoltar.
Simon and Garfunkel's Greatest Hits va arribar al número 5 de la llista d'èxits Billboard 200 estatunidenca, i a la UK Album Chart del Regne Unit arribà al número 2. De fet, l'àlbum ha esdevingut el més venut del grup als Estats Units, i té el rècord de vendes d'un àlbum d'un duet en aquest país.
El 2003, l'àlbum fou classificat en el número 293 de la Llista dels 500 millors discs de tots els temps segons Rolling Stone.

## Llista de cançons
Totes les cançons foren compostes per Paul Simon excepte que s'indiqui el contrari.

### Cara u
1. «Mrs. Robinson» – 3:51
2. «For Emily, Whenever I May Find Her» (directe) – 2:25
3. «The Boxer» – 5:08
4. «The 59th Street Bridge Song (Feelin' Groovy)» (directe) – 1:50
5. «The Sound of Silence» – 3:07
6. «I Am a Rock» – 2:52
7. «Scarborough Fair/Canticle» (Paul Simon, Art Garfunkel) – 3:09

### Cara dos
1. «Homeward Bound» (directe) – 2:43
2. «Bridge over Troubled Water» – 4:51
3. «America» – 3:33
4. «Kathy's Song» (directe) – 3:22
5. «El Condor Pasa (If I Could)» (Paul Simon, Jorge Milchberg, Daniel A. Robles) – 3:07
6. «Bookends» – 1:19
7. «Cecilia» – 2:53